# Gustav-Regler-Preis
Der Gustav-Regler-Preis ist ein Literaturpreis, der seit 1999 alle drei Jahre von der Stadt Merzig und vom Saarländischen Rundfunk verliehen wird – zu Ehren des saarländischen Schriftstellers Gustav Regler. Der mit 10.000 € dotierte Hauptpreis wird von der Stadt Merzig gestiftet, der mit 4000 € dotierte Förderpreis vom Saarländischen Rundfunk.

## Preisträger
- 1999: André Weckmann, Martin Bettinger
- 2002: Giwi Margwelaschwili, Ernestine Leutgeb
- 2005: Roger Manderscheid, Christopher Ecker
- 2008: Erasmus Schöfer, Susanne Schedel
- 2011: Hans Arnfried Astel, Cordula Simon Graz
- 2014: Michael Buselmeier, Miriam Sachs
- 2017: Michael Kleeberg, Verena Mermer
- 2020: Guy Helminger, Bernd Marcel Gonner
- 2023: Katja Petrowskaja, Marty Sennewald[2]